# 项带钝塘鳢
项带钝塘鳢（学名：Amblyeleotris harrisorum），为輻鰭魚綱鰕虎鱼目鰕虎亞目鰕虎科鈍塘鱧屬下的一个种，该物种主要分布于基里巴斯海域，生活习性不明。

## 扩展阅读
- 維基物種上的相關：项带钝塘鳢
- WoRMS数据：http://www.marinespecies.org/aphia.php?p=taxdetails&id=209275 （页面存档备份，存于）